# Подстражје
Подстражје је насељено место у саставу града Виса, на острву Вису, Сплитско-далматинска жупанија, Република Хрватска.

## Историја
До територијалне реорганизације у Хрватској налазило се у саставу старе општине Вис.

## Становништво
На попису становништва 2011. године, Подстражје је имало 40 становника.
| Број становника по пописима | Број становника по пописима | Број становника по пописима | Број становника по пописима | Број становника по пописима | Број становника по пописима | Број становника по пописима | Број становника по пописима | Број становника по пописима | Број становника по пописима | Број становника по пописима | Број становника по пописима | Број становника по пописима | Број становника по пописима | Број становника по пописима | Број становника по пописима |
| --------------------------- | --------------------------- | --------------------------- | --------------------------- | --------------------------- | --------------------------- | --------------------------- | --------------------------- | --------------------------- | --------------------------- | --------------------------- | --------------------------- | --------------------------- | --------------------------- | --------------------------- | --------------------------- |
| 1857                        | 1869                        | 1880                        | 1890                        | 1900                        | 1910                        | 1921                        | 1931                        | 1948                        | 1953                        | 1961                        | 1971                        | 1981                        | 1991                        | 2001                        | 2011                        |
| 0                           | 0                           | 146                         | 139                         | 187                         | 200                         | 130                         | 189                         | 171                         | 163                         | 125                         | 78                          | 52                          | 36                          | 23                          | 40                          |

Напомена: У 1857., 1869. и 1921. подаци су садржани у насељу Вис. До 1931. исказивано као део насеља. Од 1857. до 1991. садржи податке за насеље Милна. У 2001. смањено издвајањем насеља Милна.

### Попис1991.
На попису становништва 1991. године, насељено место Подстражје је имало 36 становника, следећег националног састава:
| Попис 1991.‍  | Попис 1991.‍  | Попис 1991.‍ | Попис 1991.‍ | Попис 1991.‍ |
| ------------ | ------------ | ----------- | ----------- | ----------- |
|              |              |             |             |             |
| Хрвати       | Хрвати       |             | 33          | 91,66%      |
| Срби         | Срби         |             | 2           | 5,55%       |
| неопредељени | неопредељени |             | 1           | 2,77%       |
| укупно: 36   |              |             |             |             |